# The Craving
The Craving, foi o único álbum lançado pelo MD.45, que foi um projeto paralelo do líder/guitarrista do Megadeth, Dave Mustaine, junto com o vocalista/guitarrista da banda Fear Lee Ving, Kelly LeMieux no baixo e o baterista do Alice Cooper Jimmy DeGrasso. O álbum foi lançado em duas versões: a original com Ving nos vocais lançada em 23 de Julho de 1996 na Slab Records e a versão remasterizada com Dave Mustaine nos vocais lançada em 2004 na Capitol Records.

## Faixas
1. Hell's Motel: 4:41
2. Day The Music Died: 4:37
3. Fight Hate: 2:50
4. Designer Behavior: 3:34
5. The Creed: 5:00
6. My Town: 3:07
7. Voices: 3:36
8. Nothing Is Something: 3:52
9. Hearts Will Bleed: 3:24
10. No Pain: 2:51
11. Roadman: 3:08

Faixas exclusivas do álbum remasterizado
1. Chutney: 4:22
2. Segue: 1:24
3. The Creed: 5:20